# Краку Мунтелуј (Мехединци)
Краку Мунтелуј (рум. Cracu Muntelui) насеље је у Румунији у округу Мехединци у општини Поноареле. Oпштина се налази на надморској висини од 405 m.

## Становништво
Према подацима из 2002. године у насељу је живело 262 становника, од којих су сви румунске националности.